# 溫特的故事：泳不放棄
《溫特的故事：泳不放棄》（英語：Dolphin Tale）是一部2011年美國3D家庭劇情片，由查爾斯·馬丁·史密斯執導。故事敘述一隻名為溫特的海豚因被蟹網纏繞失去了尾巴，被送進水族館治療並與男孩Sawyer成為朋友。

## 外部連結
- 官方网站
- 互联网电影数据库（IMDb）上《溫特的故事：泳不放棄》的资料（英文）
- TCM电影资料库上《溫特的故事：泳不放棄》的资料（英文）
- 美国电影学会目录上的《溫特的故事：泳不放棄》（英文）
- 爛番茄上《溫特的故事：泳不放棄》的資料（英文）
- AllMovie上《溫特的故事：泳不放棄》的资料（英文）
- Box Office Mojo上《溫特的故事：泳不放棄》的資料（英文）